# Loxostege bicoloralis
Loxostege bicoloralis is een vlinder uit de familie van de grasmotten (Crambidae). De wetenschappelijke naam van deze soort is voor het eerst voorgesteld als Spilodes bicoloralis door William Warren in een publicatie uit 1892.
De soort komt voor in Irak.